# Tyrrhenus Mons
Tyrrhenus Mons, anteriormente Tyrrhena Mons o Tyrrhena Patera, es un gran volcán en el cuadrángulo de Mare Tyrrhenum de Marte, ubicado a 21,36° de latitud sur y 253,47° de longitud oeste. El nombre "Tyrrhena Patera" ahora se refiere solo a la depresión central, un cráter volcánico o caldera volcánica. Fue nombrado después de un nombre clásico de las características de albedo en Marte. Las cadenas de pozos se encuentran en la cima de Tyrrhenus Mons. Se forman por el colapso del material en vacíos subterráneos. Dado que forman cadenas y fracturas concéntricas que están alineadas, probablemente sean causadas por extensión de la superficie. Los procesos volcánicos hicieron que la corteza se separara. Se formaron vacíos, luego el material cayó en ellos, dejando agujeros. Es uno de los volcanes más antiguos de Marte. Como consecuencia de su vejez, Tyrrhenus Mons tiene muchos barrancos radiantes en su ladera. Cuando se formó, el magma pudo haber atravesado suelo congelado y luego estalló como ceniza fácilmente erosionable, en lugar de flujos de lava.

## Galería

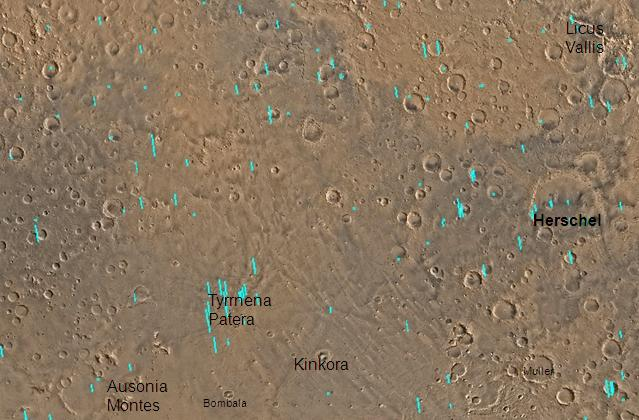
Mapa del cuadrilátero del mar Tirreno.
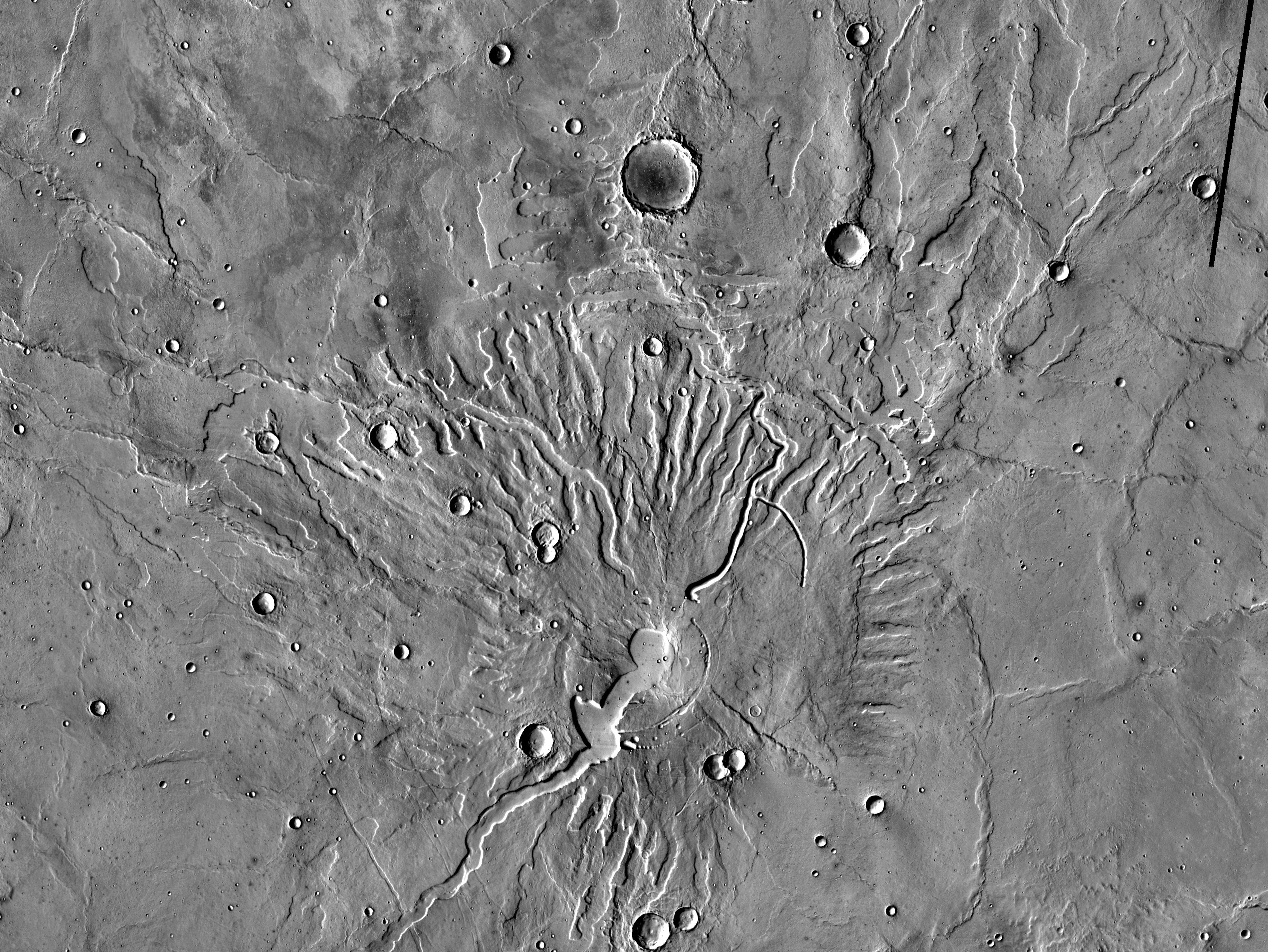
Monte Tirreno - un gran volcán.
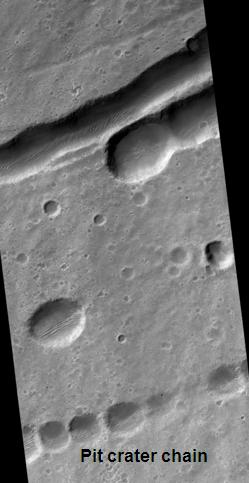
Cadenas de cráteres de pozo alrededor de Tyrrhenus Mons.